# Algebra abstrakcyjna

Permutacje kostki Rubika mają strukturę grupy. Grupa to podstawowe pojęcie algebry abstrakcyjnej.

Algebra abstrakcyjna (dawniej algebra współczesna) – dział matematyki badający struktury algebraiczne za pomocą ich homomorfizmów i innych narzędzi. Niekiedy za części algebry abstrakcyjnej uznaje się także następujące dyscypliny matematyczne: algebrę liniową, elementarną teorię liczb i matematykę dyskretną. Na przykład Ash przydzielił do algebry abstrakcyjnej następujące obszary matematyki: logikę matematyczną i podstawy matematyki, elementarną arytmetykę, elementarną teorię liczb, nieformalną teorię grup, algebrę liniową i teorię operatorów liniowych.
Nazwę algebra abstrakcyjna wprowadzono na początku XX wieku dla odróżnienia jej od innych części algebry.

## Przykłady struktur algebraicznych
Są nimi m.in.:
- grupy[1][7][8][4][5][9][10][11], półgrupy[11] i grupoidy[12];
- ciała[1][4][5][10][13][14][15][11], pierścienie[1][4][5][10][16][13][17][11] i ideały[18][4][10][19][11];
- przestrzenie wektorowe i moduły[1][4][20][11];
- algebry nad ciałami[21][11].

## Rola w matematyce
Algebraik Claude Chevalley twierdził, że algebra przede wszystkim stanowi język matematyki i nie istnieje sama dla siebie, lecz jej kierunki rozwoju są uzależnione od potrzeb w innych dziedzinach matematyki. Hermann Weyl w swym artykule Topologie und abstrakte Algebra als zwei Wege mathematischen Verstandisse (1932) stwierdził, iż algebra abstrakcyjna oraz topologia są głównymi drogami zrozumienia matematycznego.
Takie ujęcie roli algebry abstrakcyjnej w matematyce może uzasadniać algebraizację całej matematyki, rozpoczętą na przełomie XIX i XX wieku. Algebraizacja matematyki polega na abstrakcyjnym formułowaniu problemów matematycznych w postaci algebraicznej. Osiągane tą metodą wyniki łączą zazwyczaj wiele pozornie odległych działów matematyki i często są zaskakujące.